# Achim Schneider (Wasserballspieler)
Hans-Joachim „Achim“ Schneider (* 31. Juli 1934 in Duisburg) ist ein ehemaliger deutscher Wasserballspieler.
Achim Schneider war Stürmer beim Duisburger Schwimmverein von 1898, mit dem er 1958, 1961 und 1962 Deutscher Meister wurde. Bei den Olympischen Spielen 1956 in Melbourne wirkte er in sechs Spielen mit. Vier Jahre später erzielte er bei den Olympischen Spielen 1960 in Rom neun Tore in sieben Spielen. Bei beiden Olympiateilnahmen belegte Achim Schneider mit der deutschen Nationalmannschaft den sechsten Platz. Achim Schneider wechselte später zum 1. FC Nürnberg. Nach seiner aktiven Laufbahn war er Wasserballtrainer in Gelnhausen.
Achims Vater Hans nahm ebenfalls als Wasserballspieler an Olympischen Spielen teil.